# Keegan Rosenberry
Keegan Rosenberry (Ronks, 11 dicembre 1993) è un calciatore statunitense, difensore del Colorado Rapids.

## Caratteristiche tecniche
È una terzino destro.

## Statistiche

### Presenze e reti nei club
Statistiche aggiornate al 29 aprile 2018.
| Stagione                  | Squadra                   | Campionato                | Campionato | Campionato | Coppe nazionali | Coppe nazionali | Coppe nazionali | Coppe continentali | Coppe continentali | Coppe continentali | Altre coppe | Altre coppe | Altre coppe | Totale | Totale | Totale |
| Stagione                  | Squadra                   | Comp                      | Pres       | Reti       | Comp            | Pres            | Reti            | Comp               | Pres               | Reti               | Comp        | Pres        | Reti        | Pres   | Reti   |        |
| ------------------------- | ------------------------- | ------------------------- | ---------- | ---------- | --------------- | --------------- | --------------- | ------------------ | ------------------ | ------------------ | ----------- | ----------- | ----------- | ------ | ------ | ------ |
| 2016                      | Philadelphia Union        | MLS                       | 35         | 2          | USOC            | 1               | 0               |                    | -                  | -                  |             | -           | -           | 36     | 2      |        |
| 2017                      | Philadelphia Union        | MLS                       | 8          | 0          | USOC            | 1               | 0               |                    | -                  | -                  |             | -           | -           | 9      | 0      |        |
| 2017                      | Bethlehem Steel           | USL                       | 1          | 0          | USOC            | 0               | 0               |                    | -                  | -                  |             | -           | -           | 1      | 0      |        |
| 2017                      | Philadelphia Union        | MLS                       | 6          | 0          | USOC            | 1               | 0               |                    | -                  | -                  |             | -           | -           | 7      | 0      |        |
| 2018                      | Philadelphia Union        | MLS                       | 33         | 1          | USOC            | 5               | 0               |                    | -                  | -                  |             | -           | -           | 38     | 1      |        |
| Totale Philadelphia Union | Totale Philadelphia Union | Totale Philadelphia Union | 82         | 3          |                 | 8               | 0               |                    | -                  | -                  |             | -           | -           | 90     | 3      |        |
| 2019                      | Colorado Rapids           | MLS                       | 34         | 1          | USOC            | 1               | 0               |                    | -                  | -                  |             | -           | -           | 35     | 1      |        |
| 2020                      | Colorado Rapids           | MLS                       | 16         | 1          |                 | -               | -               |                    | -                  | -                  | MISB        | 2           | 0           | 18     | 1      |        |
| 2021                      | Colorado Rapids           | MLS                       | 31         | 2          |                 | -               | -               |                    | -                  | -                  |             | -           | -           | 31     | 2      |        |
| 2022                      | Colorado Rapids           | MLS                       | 34         | 2          | USOC            | 1               | 0               | CCL                | 2                  | 0                  |             | -           | -           | 37     | 2      |        |
| 2023                      | Colorado Rapids           | MLS                       | 26         | 0          | USOC            | 2               | 0               |                    | -                  | -                  | LC          | 2           | 0           | 30     | 0      |        |
| 2024                      | Colorado Rapids           | MLS                       | 23         | 0          | USOC            | 0               | 0               |                    | -                  | -                  | LC          | 0           | 0           | 23     | 0      |        |
| Totale Colorado Rapids    | Totale Colorado Rapids    | Totale Colorado Rapids    | 164        | 6          |                 | 4               | 0               |                    | 2                  | 0                  |             | 4           | 0           | 174    | 6      |        |
| Totale carriera           | Totale carriera           | Totale carriera           | 247        | 9          |                 | 12              | 0               |                    | 2                  | 0                  |             | 4           | 0           | 265    | 9      |        |